# Уь
Уь — кириллический диграф, применяемый в ногайской, кумыкской, чеченской, татской, рутульской, лезгинской, а также агульской письменностях. 

## Использование
В ногайской, кумыкской письменностях используется для обозначения узкого губного переднего ряда звука [ӱ].
В чеченской, татской, рутульской, лезгинской, а также агульской письменностях используется для обозначения огубленного гласного переднего ряда верхнего подъёма [y]. Этот звук сходен со звуком, обозначаемым буквой Ю в русском языке в словах «Мюллер», «мюсли». Данный звук встречается в чеченском языке в том числе и в начале слова, что не позволяет использовать в этих целях букву Ю, которая в таких случаях является йотированной парой букве У.